# Ditlev Blunck

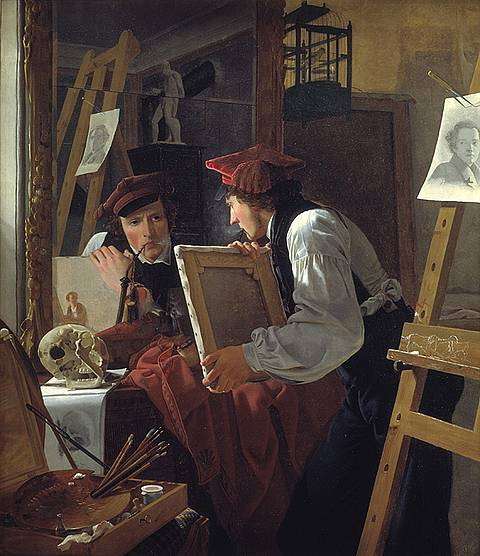
Wilhelm Bendz: Een jonge kunstenaar bekijkt een schets in de spiegel (1826), portret van Ditlev Blunck.

Ditlev Conrad Blunck (Münsterdorf, 22 juni 1798 - Hamburg, 7 januari 1853) was een Duits kunstschilder. Als Duitser wordt hij doorgaans gerekend tot de Deense Gouden Eeuw, vooral omdat hij aan de Deense academie werd gevormd en zich voornamelijk in Deense kunstenaarskringen bewoog.

## Leven
Blunck was de zoon van een veerboothouder. In 1814, op zijn zestiende, ging hij naar Kopenhagen en schreef zich in aan de Koninklijke Deense Kunstacademie, waar hij les kreeg van Christoffer Wilhelm Eckersberg. Hij raakte er bevriend met Wilhelm Bendz. Na twee jaar vertrok hij echter weer naar Duitsland en zette zijn studies voort aan de Akademie der Bildenden Künste München. In 1820 reisde hij andermaal terug naar Kopenhagen en trad in de leer bij historieschilder Johan Ludwig Lund.
In 1828 begon Blunck een lange studiereis, die hem via Berlijn, Dresden en München uiteindelijk in Rome bracht. Daar sloot hij zich aan bij een kolonie Deense kunstenaars, waaronder de bekende beeldhouwer Bertel Thorvaldsen, en raakte sterk onder invloed van zijn landgenoot, de nazarener Johann Friedrich Overbeck. Blunck werkte ook in Venetië en Florence.
In 1838 keerde Blunck terug naar Kopenhagen, om in de jaren 1840 opnieuw reizen te maken door Duitsland en naar Wenen. Hij overleed uiteindelijk in Hamburg, 55 jaar oud.

## Werk
Blunck wordt als Duitser doorgaans gerekend tot de Deense Gouden Eeuw, vooral omdat hij er als kunstschilder werd gevormd en zich voornamelijk ook in Deense kunstenaarskringen bewoog. Aanvankelijk schilderde hij vooral genrewerken en portretten in de typisch Deens-realistische stijl, met wortels in de romantiek. Onder invloed van Overbeck zijn in zijn latere werk ook elementen van renaissancistische elementen herkenbaar.

## Galerij

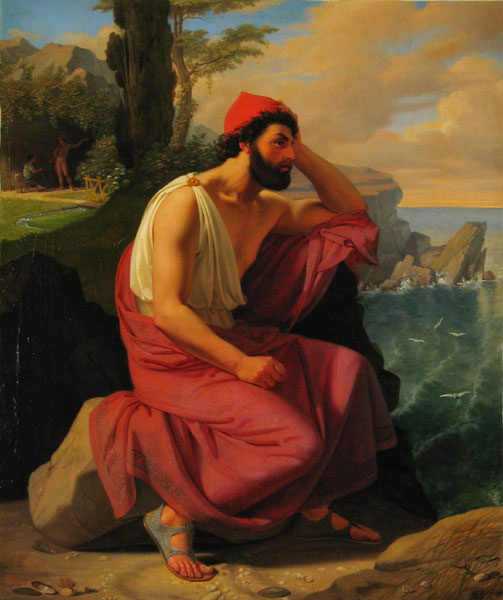
Odysseus op het eiland Calypso
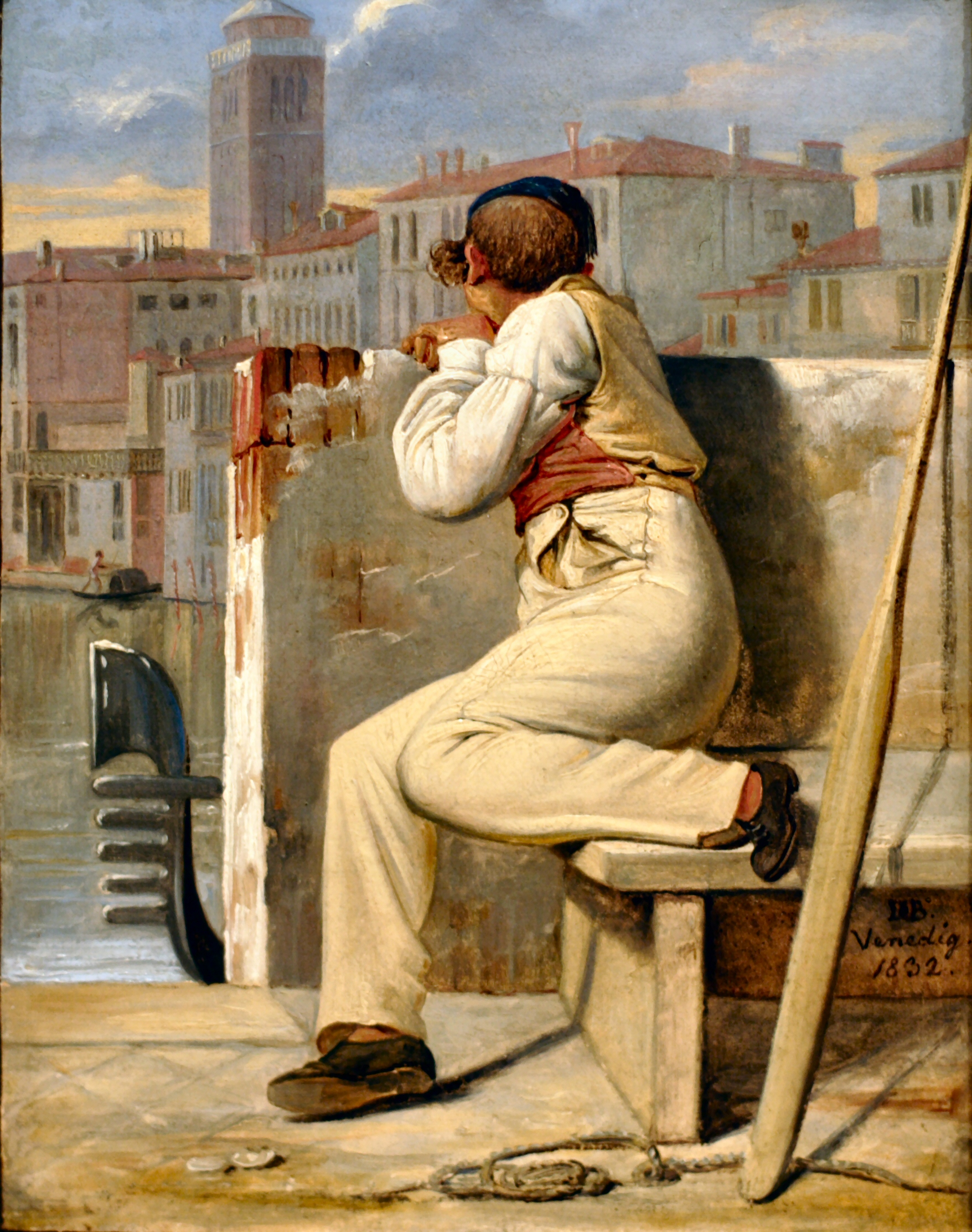
Een gondolier
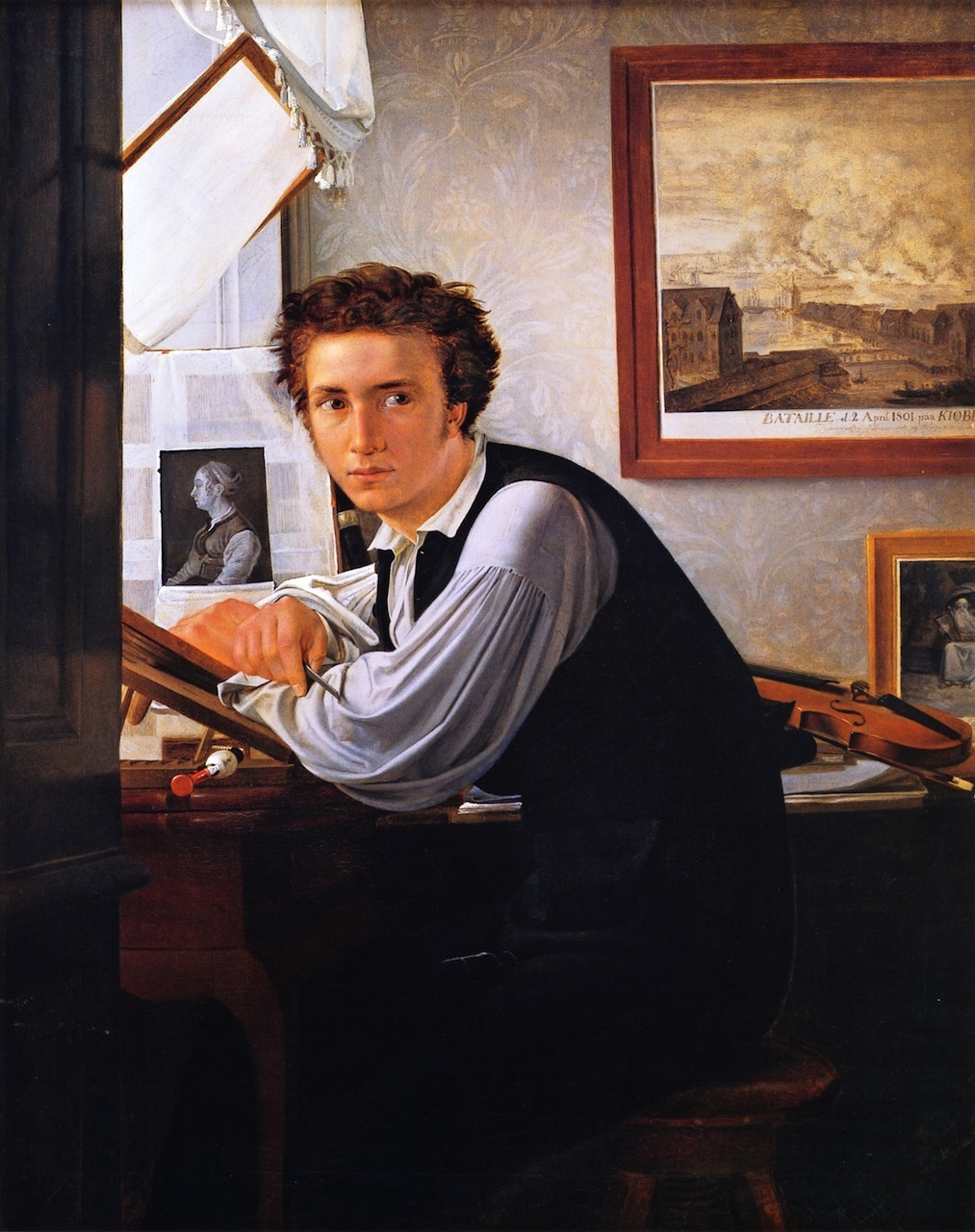
De graveur C.E. Sonne
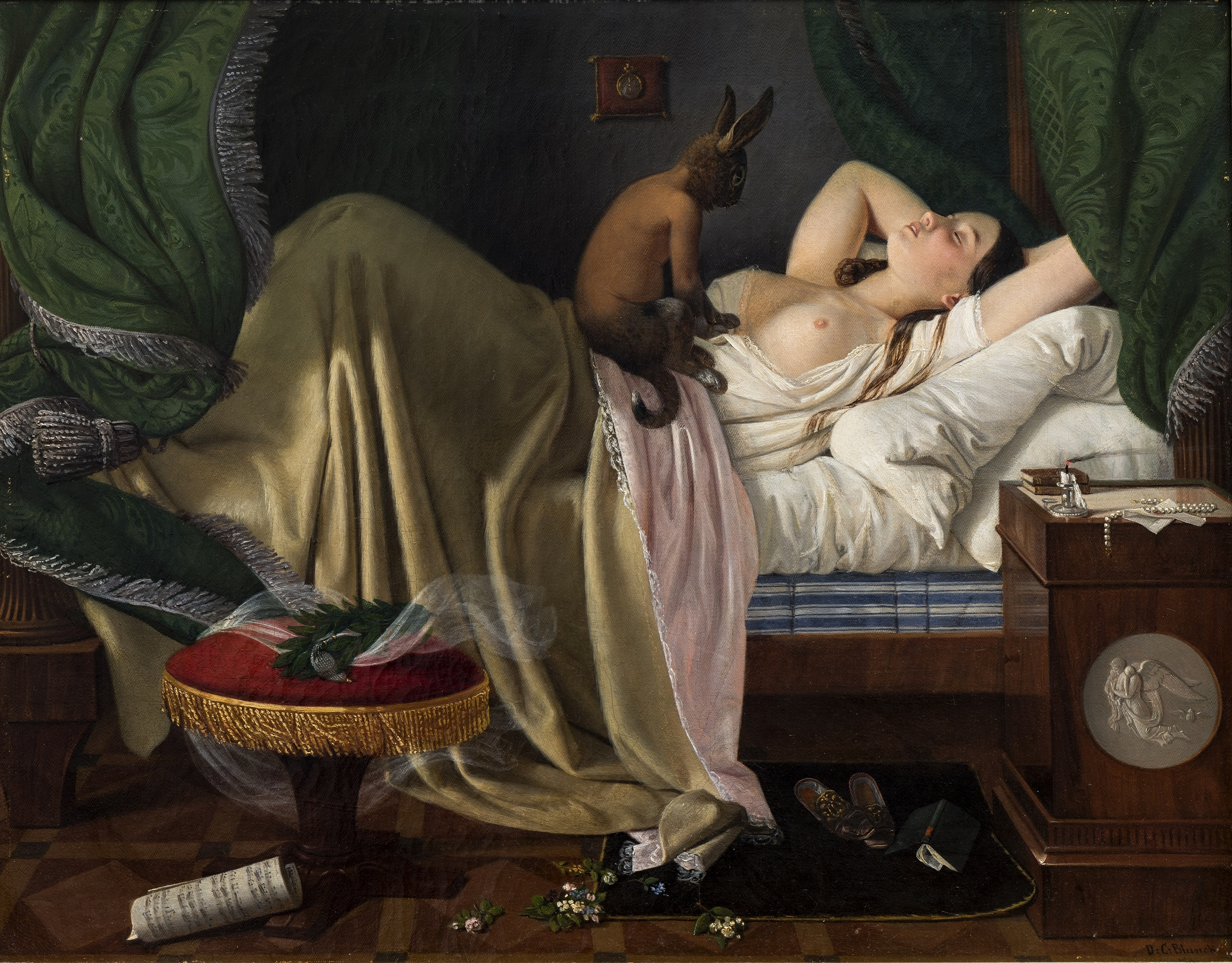
Maredith
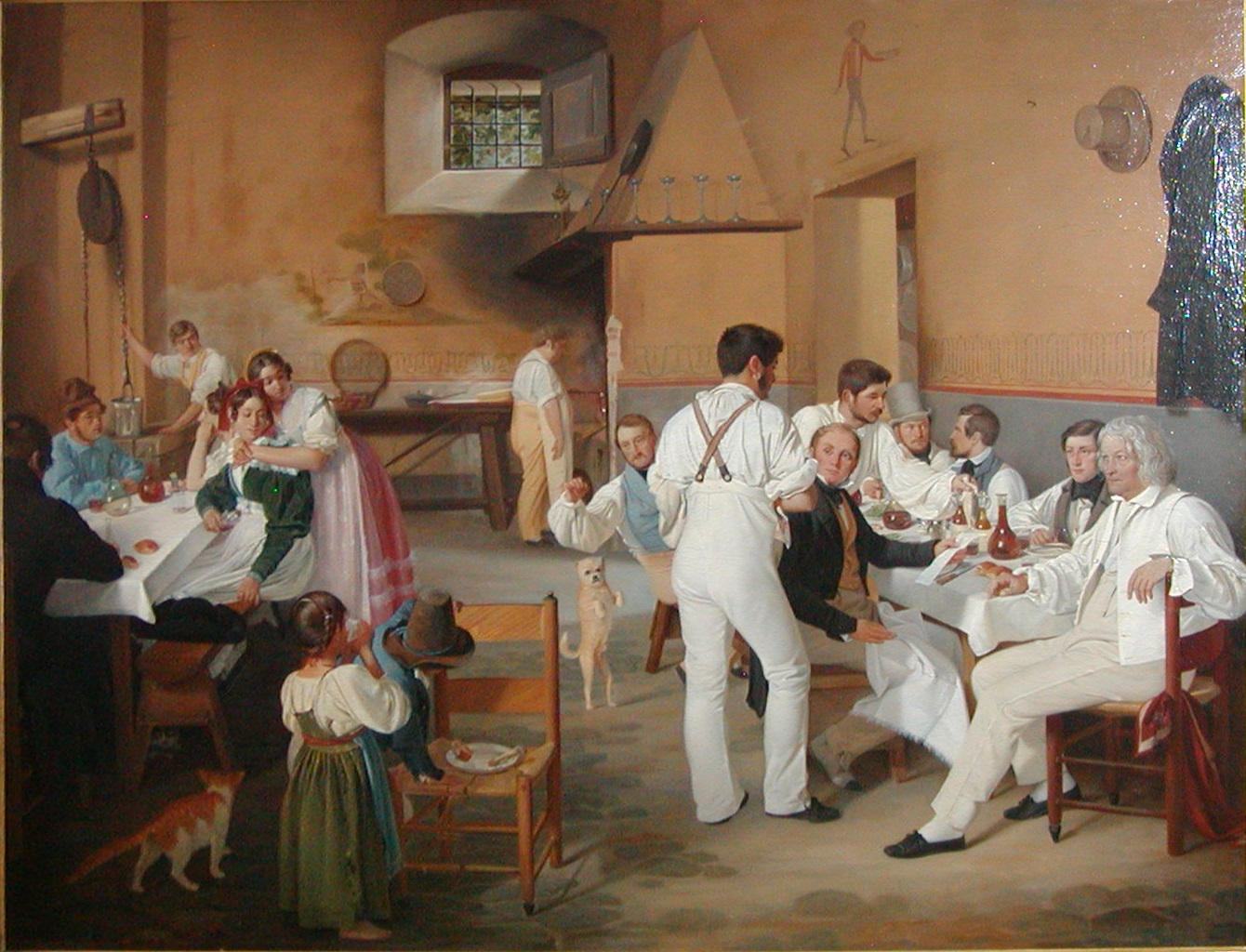
Deense kunstenaars in de osteria la Gonsola in Rome